# Buk (powiat policki)
Buk (do 1945 niem. Böck) – nadgraniczna wieś położona w województwie zachodniopomorskim, w powiecie polickim, w gminie Dobra (Szczecińska). Leży ok. 3 km na północny zachód od siedziby gminy – Dobrej. Sołectwo Buk obejmuje jedynie wieś Buk.

## Historia
Wieś przeszła pod administrację polską 4 października 1945 r. Po 1945 istniała tu Rolnicza Spółdzielnia Produkcyjna, a następnie do roku 1992 gospodarstwo rolne należące do Przedsiębiorstwa Rolno-Przemysłowego w Szczecinie.

### Przynależność administracyjna
- 1815–1866: Związek Niemiecki, Królestwo Prus, prowincja Pomorze, rejencja szczecińska, powiat Randow
- 1866–1871: Związek Północnoniemiecki, Królestwo Prus, prowincja Pomorze, rejencja szczecińska, powiat Randow
- 1871–1918: Cesarstwo Niemieckie, Królestwo Prus, prowincja Pomorze, rejencja szczecińska, powiat Randow
- 1919–1933: Rzesza Niemiecka (Republika Weimarska), Wolne Państwo Prusy, prowincja Pomorze, rejencja szczecińska, powiat Randow
- 1933–1945: III Rzesza, prowincja Pomorze, rejencja szczecińska, powiat Randow, powiat Uckermünde (1939–1945)
- 1945–1975: Polska, województwo szczecińskie, powiat szczeciński
- 1975–1998: Polska, województwo szczecińskie, gmina Dobra (Szczecińska)
- 1999 – teraz: Polska, województwo zachodniopomorskie, powiat policki, gmina Dobra (Szczecińska)

### Demografia
Ogólna liczba mieszkańców:
- 1925 – 408 mieszkańców[5]
- 1933 – 423 mieszkańców[5]
- 1939 – 451 mieszkańców[5]
- 2003-12 – 258 mieszkańców[6]
- 2004-12 – 270 mieszkańców[6]
- 2005-12 – 278 mieszkańców[6]
- 2006-12 – 272 mieszkańców[6]
- 2007-12 – 273 mieszkańców[6]
- 2008-06-30 – 276 mieszkańców[6]
- 2021 – 357 mieszkańców[7]

## Geografia i turystyka
Wieś to typowa osada wielodrożnicowa.
Nazwa wsi pochodzi od lasu bukowego.
W pobliżu wsi zlokalizowano piesze i rowerowe przejście graniczne małego ruchu granicznego do Niemiec Buk-Blankensee, które przestało być przejściem na mocy Układu z Schengen. Przez wieś i w pobliżu przejścia przebiega  czarny szlak pieszy z Dobrej do rezerwatu przyrody Świdwie oraz  Szlak „Puszcza Wkrzańska”.
Przy kościele znajduje się pomnik nagrobny. Zgodnie z opowieściami miejscowej ludności spoczywają pod nim szczątki oficera (lejtnanta) armii radzieckiej o nazwisku Sawczenko.
Za wsią, na niewielkim leśnym pagórku znajduje się zdewastowany cmentarz poniemiecki.